# Tarniny
Tarniny (deutsch Tornienen) ist ein kleiner Ort in der polnischen Woiwodschaft Ermland-Masuren. Er gehört zur Landgemeinde Kolno im Powiat Olsztyński.

## Geographische Lage
Tarniny liegt in der nördlichen Mitte der Woiwodschaft, sieben Kilometer westlich der Stadt Reszel (Rößel) und 46 Kilometer nordöstlich der Kreisstadt Olsztyn (Allenstein).

## Geschichte
Das kleine und damals Kleeberg, nach 1820 Torninen, genannte Dorf wurde am 16. Juni 1339 gegründet, als der Dompropst Johannes und der ermländische Vogt Heinrich von Luter an Blyot, Sangloben und ihre Erben 30 Hufen zur Gründung eben dieses Ortes übergaben. Von 1874 bis 1945 war Tornienen in den Amtsbezirk Glockstein (polnisch Unikowo) eingegliedert, der zum Kreis Rößel im Regierungsbezirk Königsberg (ab 1905: Regierungsbezirk Allenstein) in der preußischen Provinz Ostpreußen gehörte.
Aufgrund der Bestimmungen des Versailler Vertrags stimmte die Bevölkerung im Abstimmungsgebiet Allenstein, zu dem Tornienen gehörte, am 11. Juli 1920 über die weitere staatliche Zugehörigkeit zu Ostpreußen (und damit zu Deutschland) oder den Anschluss an Polen ab. In Tornienen stimmten 180 Einwohner für den Verbleib bei Ostpreußen, auf Polen entfielen keine Stimmen.
Als 1945 in Kriegsfolge das gesamte südliche Ostpreußen an Polen fiel, war auch Tornienen davon betroffen. Der Ort erhielt die polnische Namensform Tarniny und ist heute eine Ortschaft im Verbund der Landgemeinde Kolno Olsztyński, bis 1998 der Woiwodschaft Olsztyn, seither der Woiwodschaft Ermland-Masuren zugehörig.

### Einwohnerzahlen
| Jahr | Anzahl |
| ---- | ------ |
| 1820 | 158    |
| 1885 | 246    |
| 1905 | 228    |
| 1910 | 185    |
| 1933 | 225    |
| 1939 | 204    |
| 2011 | 14     |

## Kirche
Bis 1945 war Tornienen in die evangelische Kirche Rößel in der Kirchenprovinz Ostpreußen der Kirche der Altpreußischen Union sowie in die katholische Kirche Santoppen (polnisch Sątopy) im Bistum Ermland eingepfarrt.
Heute gehört Tarniny evangelischerseits zur Pfarrei Kętrzyn (Rastenburg) in der Diözese Masuren der Evangelisch-Augsburgischen Kirche in Polen. Katholischerseits ist das Dorf wie ehedem nach Sątopy einbezogen, dessen Pfarrei nun dem Erzbistum Ermland zugeordnet ist.

## Verkehr
Tarniny liegt an einer Nebenstraße, die die Woiwodschaftsstraße 594 bei Nisko (Niederhof) und die Woiwodschaftsstraße 593 bei Kominki (Komienen) verbindet. Eine Bahnanbindung besteht nicht.

## Aus dem Ort gebürtig
- Gerda Müller (30. Juli 1894 – 1951), deutsche Schauspielerin.